# Nyíregyházi Evangélikus Kossuth Lajos Gimnázium

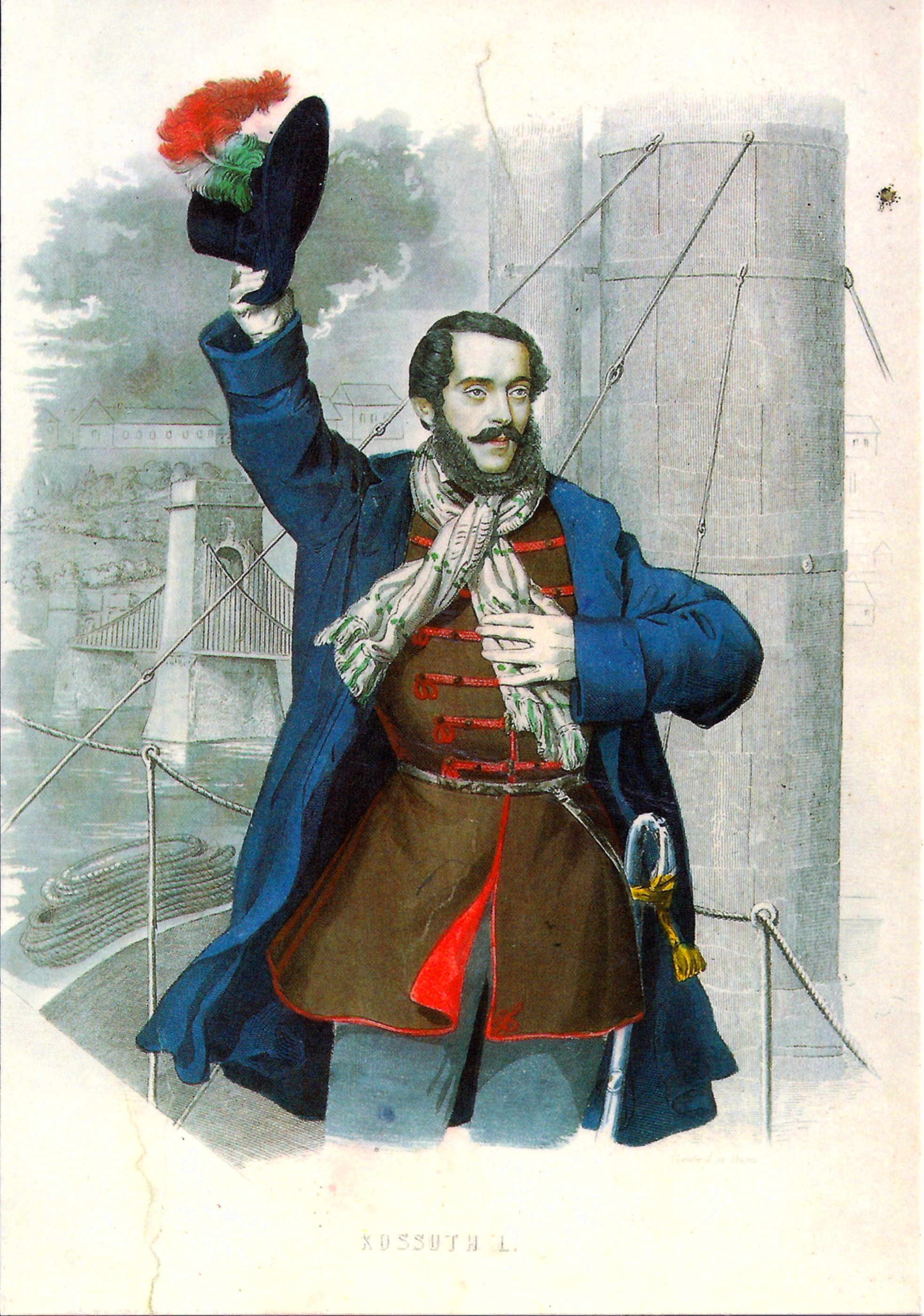
Kossuth Lajos

A Nyíregyházi Evangélikus Kossuth Lajos Gimnázium Szabolcs vármegye egyik első gimnáziumaként a nyíregyházi evangélikus gyülekezet hozta létre 1806-ban, azzal a céllal, hogy a diákokat keresztyén életre, jó erkölcsre, a mindenkori tudomány színvonalának megfelelően neveljék.

## Története
Az iskola műemlék könyvtárát 1830-ban alapították. Az intézményt 1861-ben algimnáziumi, majd 1888-ban főgimnáziumi rangra emelték. 1890-ben a torinói száműzetésben élő Kossuth Lajos sajátkezűleg írt levelében hozzájárult ahhoz, hogy az iskolai alapítvány az ő nevét viselje, így az iskola 1921-ben hivatalosan is felvette a szabadságharc nagy alakjának nevét.
1948–1992 között az iskola állami iskolaként működött, 1962-től szakközépiskolaként. Ekkor indult meg a Tiszántúlon az első vízügyi középfokú szakemberek képzése. A rendszerváltás után a fenntartó ismét a Magyarországi Evangélikus Egyház lett. A gimnázium 2006-ban ünnepelte alapításának 200. évfordulóját. A gimnázium műemlék épülete Nyíregyháza belvárosának meghatározó eleme. Az iskolában számos híres ember tanult, köztük Krúdy Gyula.

## Az iskola jelene

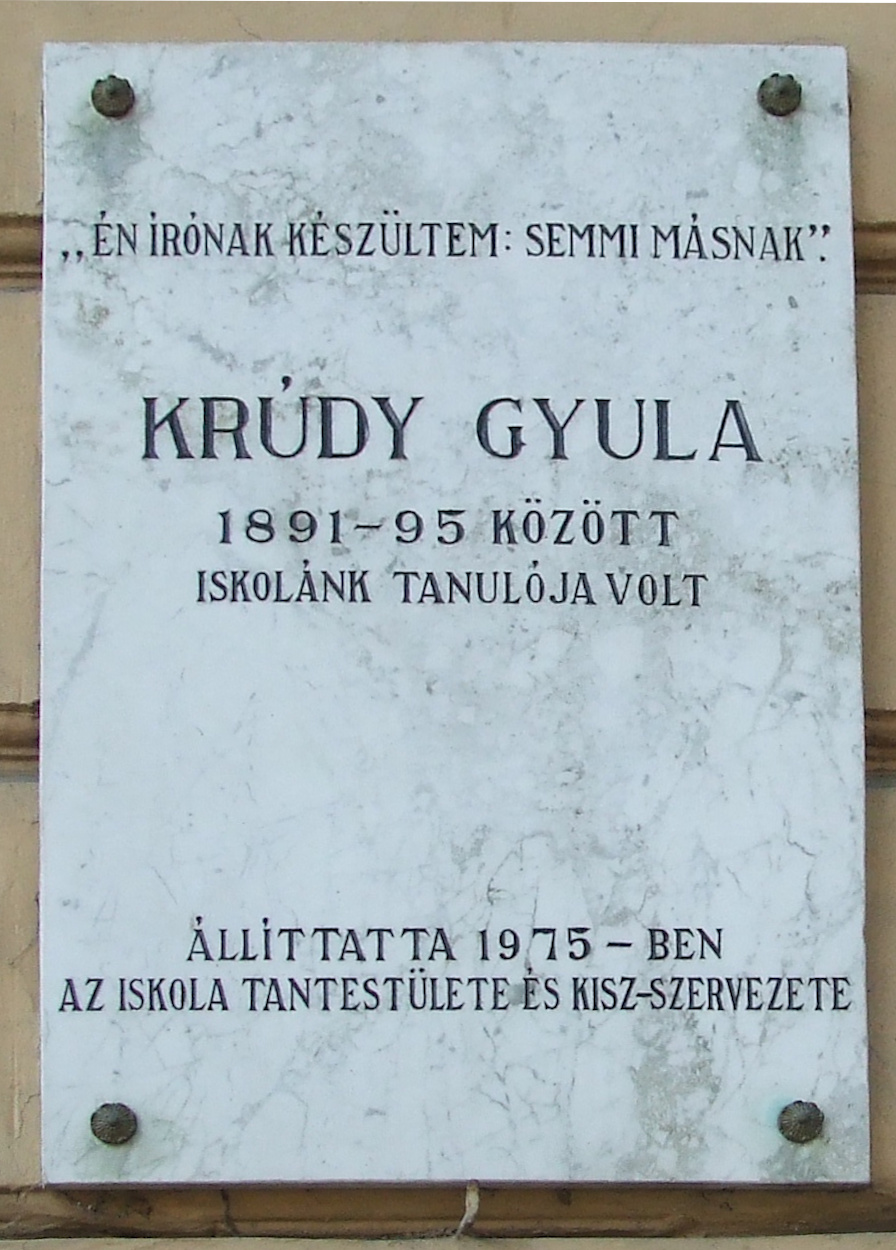
Krúdy Gyula emléktáblája a gimnázium falán

A négy-, illetve nyolcosztályos tagozaton húsz osztály, több mint 600 diák tanul. Az iskola évente minden tagozatra egy-két esetleg három osztálynyi tanulót vesz fel. Egyházi iskola lévén, megfelelő tanulmányi eredménnyel minden történelmi egyházhoz tartozó, evangélikus, református, római és görögkatolikus diák felvételt nyerhet. Hangsúlyozottan oktatják az angol, a francia, a német, az olasz és az orosz nyelvet. Az iskola számos szakkört működtet, s intenzív foglalkozásokon segíti a tehetséges diákokat, például a futball, röplabda, kosárlabda, fotó, infó és robotika és média/újságíró szakkör.
A tanulók minden hétfőn a nyolcadik órában áhítattal kezdik a hetet a nagytemplomban. Félévente „csendesnapokat” tartanak, amelyeken az ember és a lélek „hivatásáról” beszélgetnek. A végzősök az érettségin a hittant is választhatják a kötelező tárgyak mellé. Ezzel főleg azok élnek, akik teológiai, vallástanári, hitoktatói szakon kívánnak továbbtanulni.
Az iskolában 2016 novemberében a sulirádió is újra beindult EKLG Kossuth Rádió néven, ami minden szerdán és pénteken szól a szünetekben. A rádió Facebook és Instagram oldallal is rendelkezik.
2020 decemberében elindult a diákok munkáit publikáló aloldal, a http://1719.eklg.hu címen. Az oldal 2021-ben elnyerte a DUE médiahálózat „Az év online diákmédiuma 2. helyezett” díjat.
A ballagók 80-85%-a főiskolára és egyetemre jelentkezik, 60-65%-uk sikeresen felvételizik.

## Öregdiákok
Szoros a kapcsolat öregdiákok és az iskola között. A néhány éve tartott Öregdiák Világtalálkozón mintegy 700 volt Kossuthos üdvözölte egymást. Az öregdiákok a mai tanulók javára számos alapítványt tettek.
Híres diákok:
- Krúdy Gyula
- Ratkó József
- Vietórisz József
- Rákos Sándor
- Szalay Sándor
- Rajk László